# 氯酸钴
氯酸钴是一种无机化合物，化学式为Co(ClO3)2。它是一个氧化剂。

## 制备
氯酸钴可以通过硫酸钴和氯酸钡的复分解反应来制备：
CoSO4 + Ba(ClO3)2 → BaSO4 + Co(ClO3)2

## 物理性质
氯酸钴易溶于水和醇，极易潮解。

## 化学性质
氯酸钴强热下分解。